# فرانسوا شاربنتييه
فرانسوا شاربنتييه (بالفرنسية: François Charpentier)‏ هو عالم آثار ومترجم فرنسي، ولد في 15 فبراير 1620 في باريس في فرنسا، وتوفي بنفس المكان في 22 أبريل 1702.